# Eldad Regev

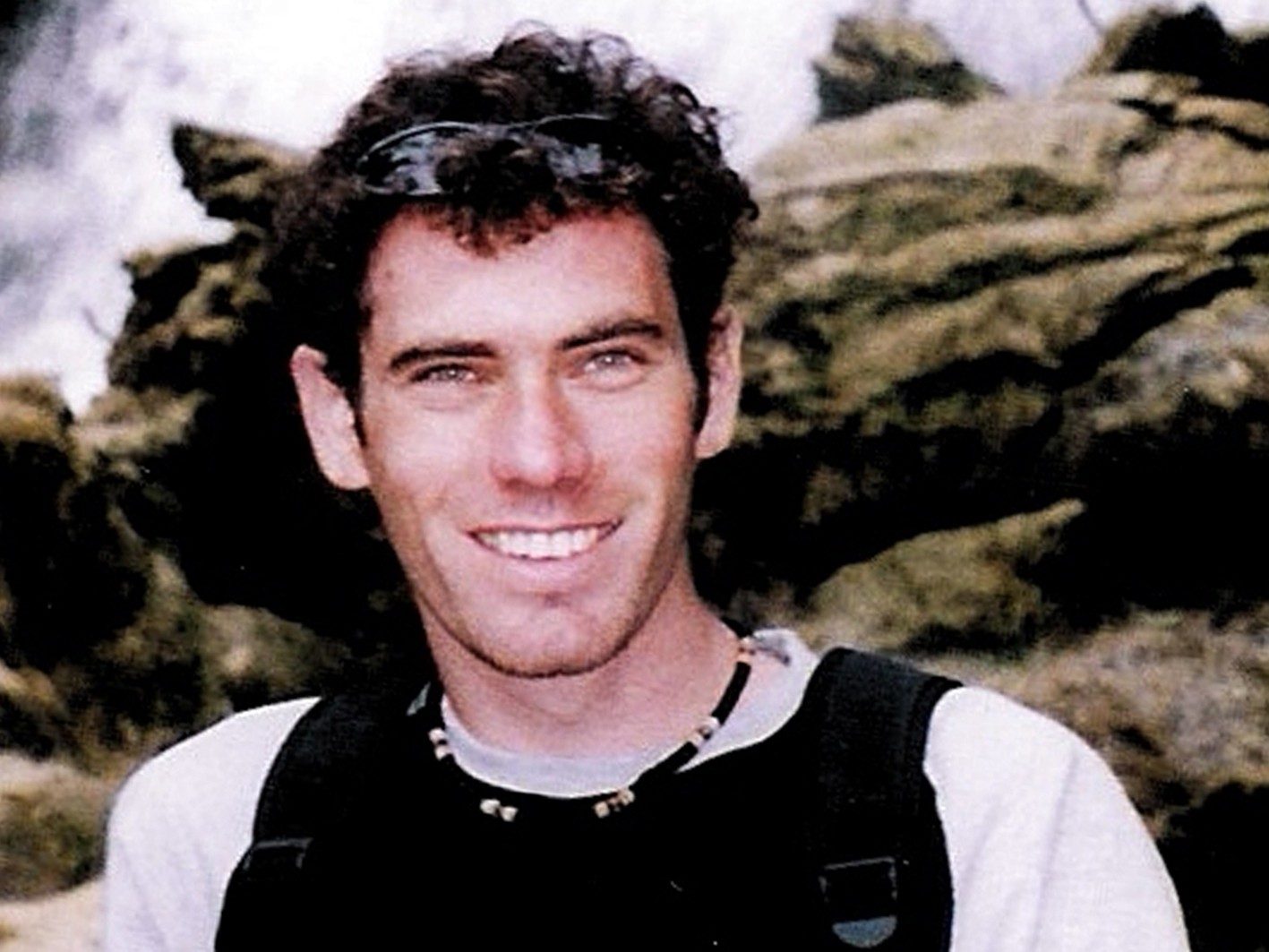
Eldad Regev

Eldad Regev (Hebreeuws: אלדד רגב) (Kiryat Motzkin, 1980 - omstreeks 12 juli 2006) was een Israëlische soldaat die op 12 juli 2006 samen met Ehud Goldwasser door Hezbollah-strijders gevangengenomen werd, toen zij patrouilleerden aan de Libanees-Israëlische grens in de buurt van Shetula. 
Hij studeerde rechten aan de Bar-Ilan Universiteit en diende als reservist op het moment van zijn gevangenname.
Hezbollah wilde niet bevestigen of ontkennen of hij en Goldwasser nog in leven waren en wilde hen alleen laten gaan in ruil voor Libanezen en Palestijnen die in Israël gevangenzitten.

## Overdracht lichaam
Op 29 juni 2008 kondigde het Israëlische kabinet aan dat zowel Regev als Goldwasser gesneuveld was en dat hun stoffelijke resten binnen enkele dagen geruild zouden worden. Op 16 juli werden de lichamen van de omgekomen militairen aan de Israëlisch-Libanese grens overgedragen. In ruil droeg Israël vijf gevangen Libanezen over, alsmede circa 200 lichamen van bij geweld omgekomen Libanezen en Palestijnen. Over de vrijlating van de gevangenen ontstond controverse, omdat onder hen zich Samir al-Qountar (ook Kuntar) bevond, een man die in 1979 bij een guerrilla-aanval drie Israëlische burgers had gedood, waaronder een kind. 